# Haut-volant de Dantzig
Le  haut-volant de Dantzig (Danziger Hochflieger) est une race de pigeon domestique originaire de la région de Dantzig, alors en province de Prusse-Occidentale, où elle a été sélectionnée depuis le début du XIXe siècle. Il existe en deux variétés, l'une pour les expositions, l'autre comme oiseau de compétition de haut vol.
Il présente une petite huppe (coquille) à l'arrière de la tête. Il a le dos droit et la queue bien droite et développée. Il existe en plusieurs couleurs, dont le rouge, le crème, le noir, le blanc, le bleu écaillé, le bleu barré, l'argenté barré, l'argenté, le rouge cendré barré, je jaune cendré barré, le tigré et papilotté en noir, etc. Ses tarses, de couleur rouge, sont glabres.

## Galerie de photos

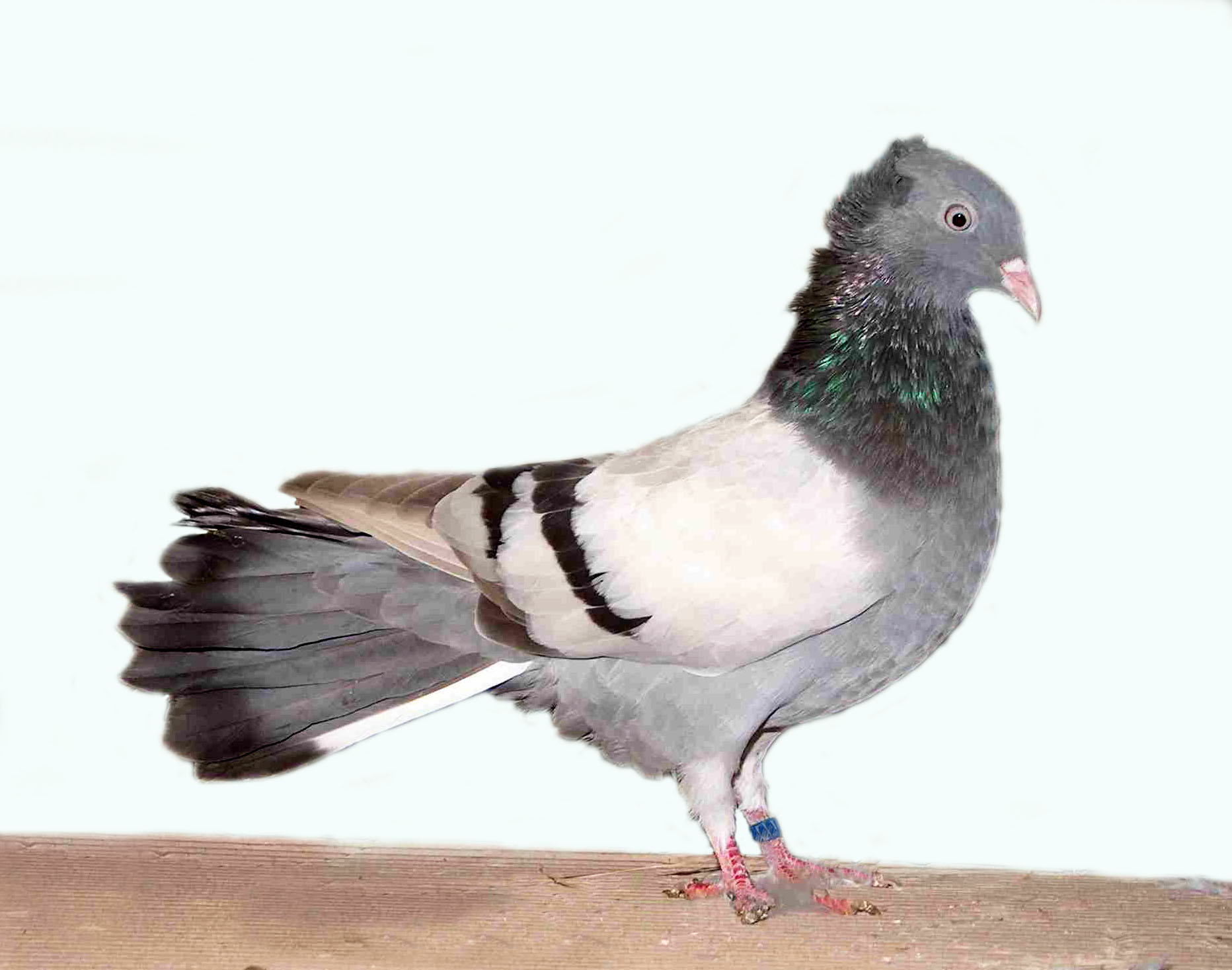
Haut-volant de Dantzig argenté barré.
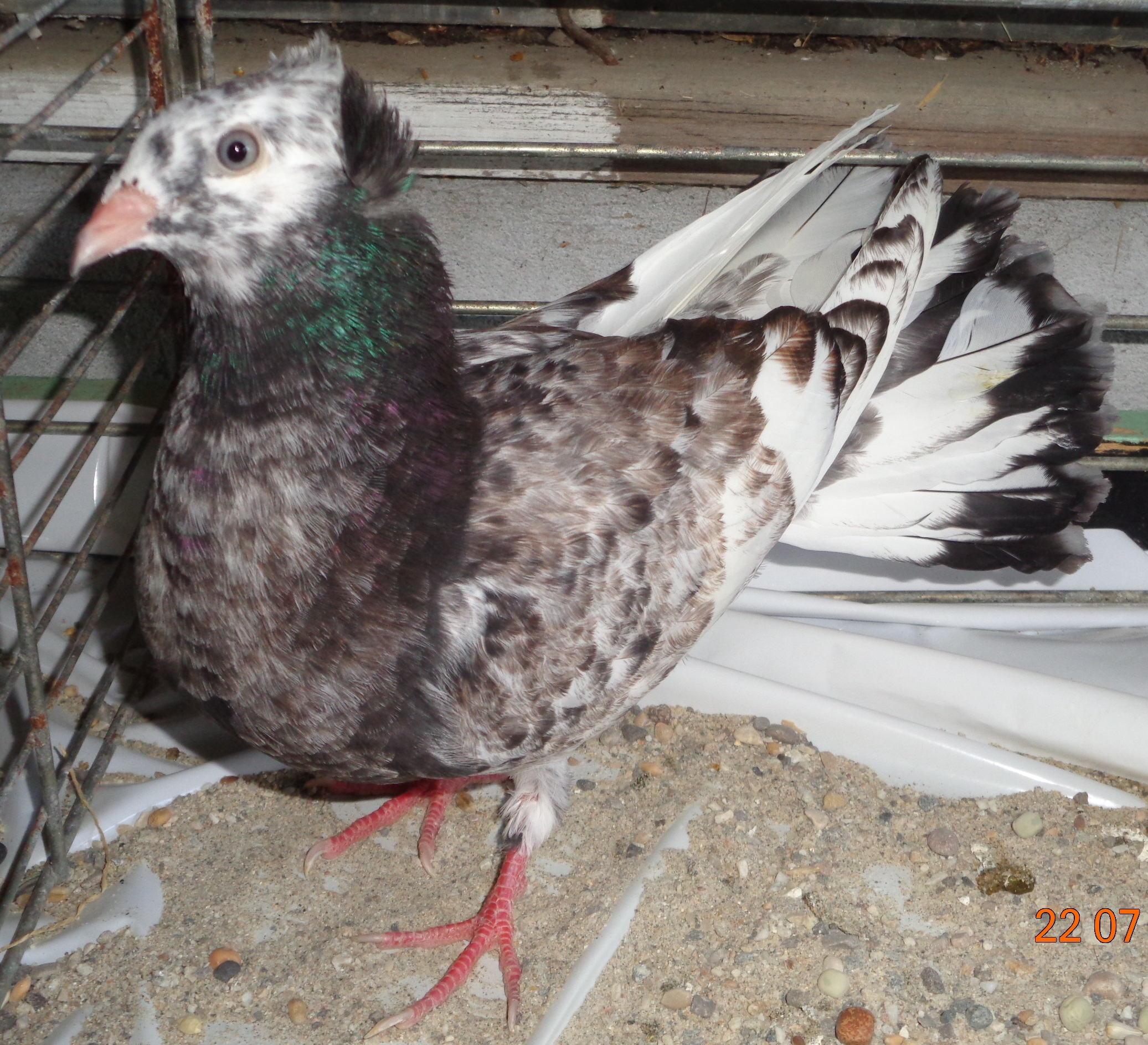
Haut-volant de Dantzig crayonné foncé
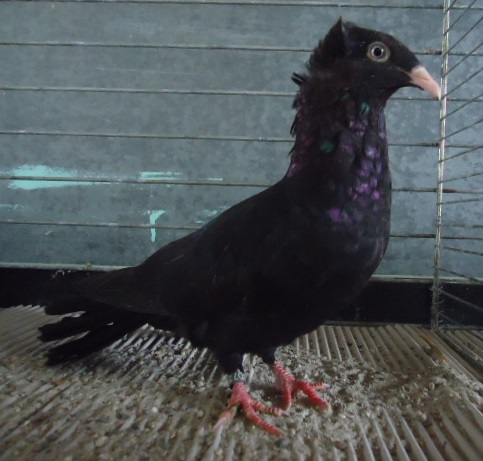
Haut-volant de Dantzig noir
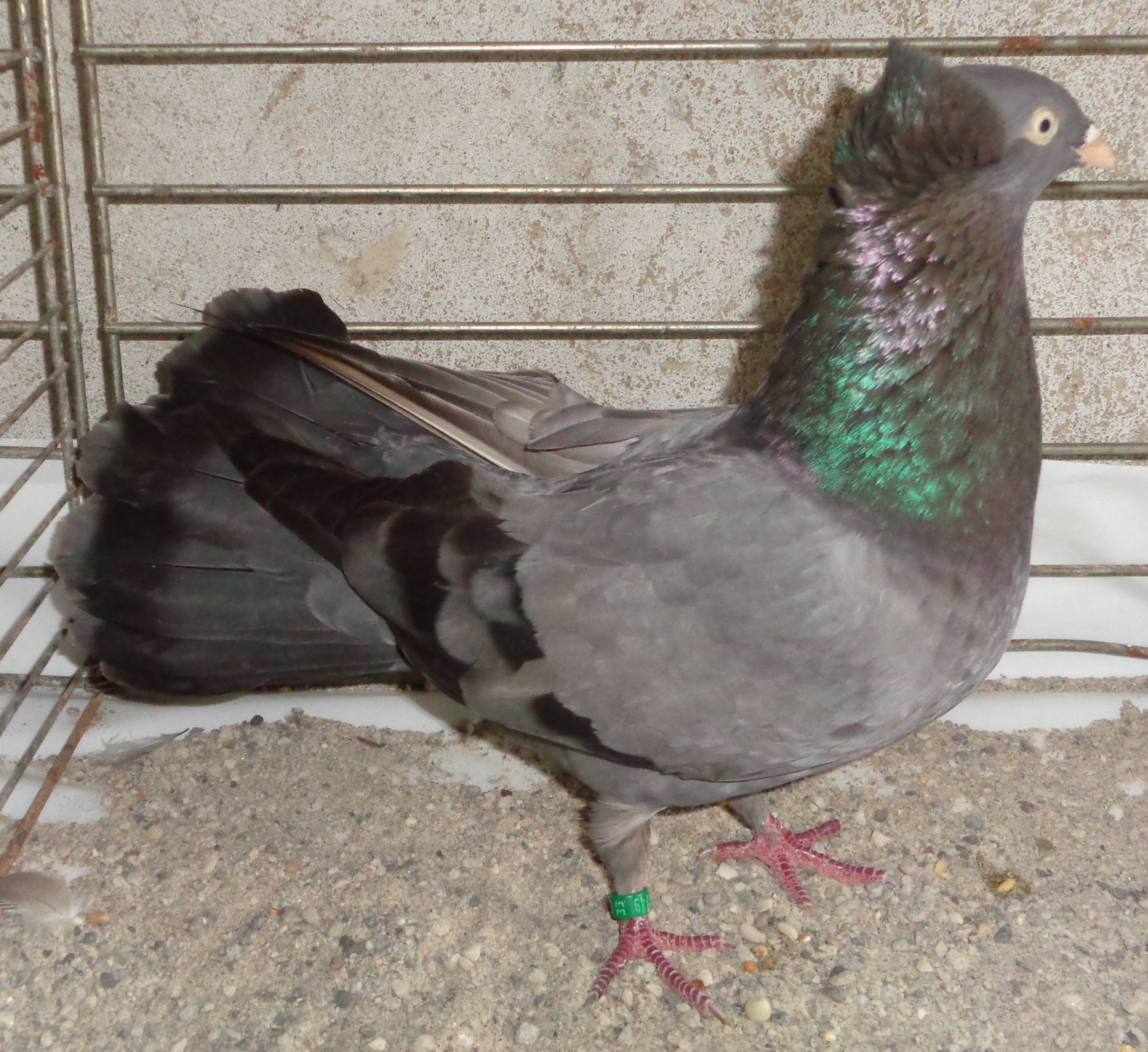
Haut-Volant de Dantzig bleu barré
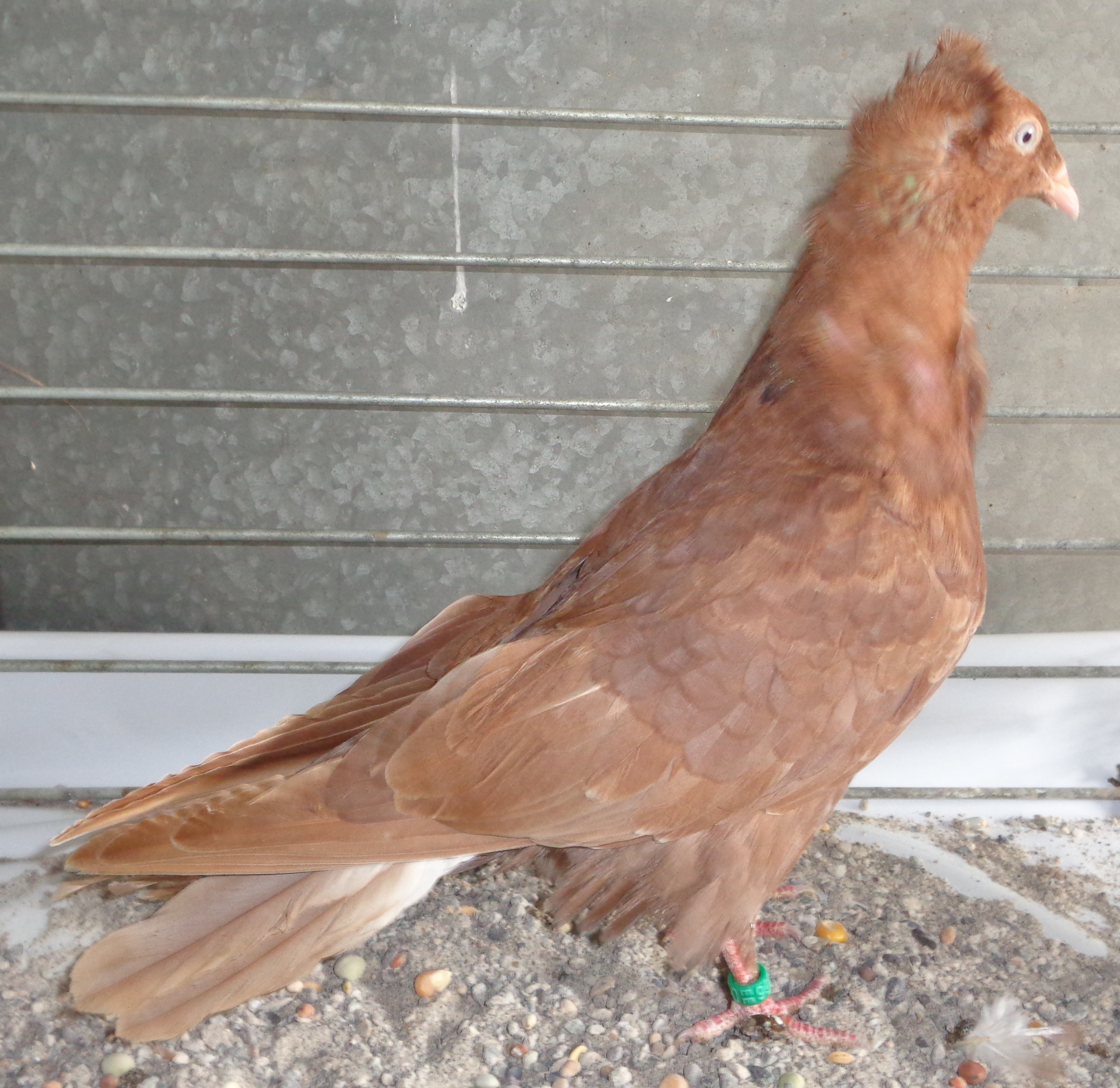
Jeune Haut-Volant de Dantzig jaune